# كركر طويل الذيل

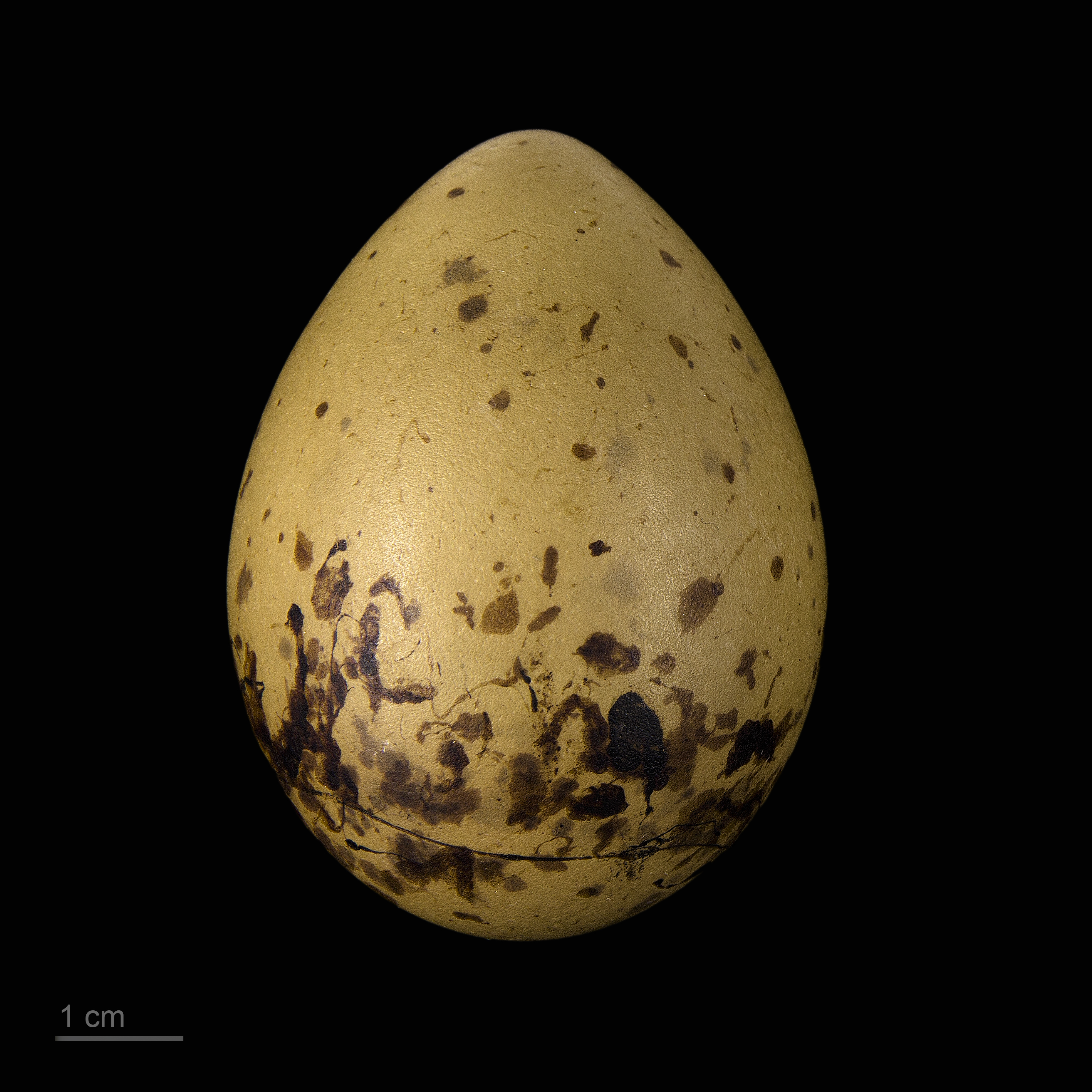
Stercorarius longicaudus

كركر طويل الذيل أو كركر طويل الذنب (الاسم العلمي: Stercorarius  longicaudus) (بالإنجليزية: Long-tailed  Jaeger) هو طائر ينتمي إلى (فصيلة: Stercorariidae) أو كركرات.